# Ják
Ják è un comune dell'Ungheria di 2.420 abitanti (dati 2001). È situato nella contea di Vas. In questo paese si trova la Basilica di Ják.